# Biurowiec przy Wilhelmstraße 65 w Berlinie
Biurowiec przy Wilhelmstraße 65 w Berlinie (niem. Bürogebäude Wilhelmstraße 65) – niemiecki budynek rządowy (federalny) zlokalizowany w centrum Berlina, przy Wilhelmstraße 65, niedaleko Reichstagu i Marie-Elisabeth-Lüders-Haus.

## Historia
Obiekt wybudowano w latach 1974-1976 przy ówczesnej Otto-Grotewohl-Straße 5 jako biurowiec zarządzany przez Ministerstwo Spraw Zagranicznych NRD. W okresie NRD mieściły się tutaj m.in. ambasady Holandii, Norwegii, Austrii i Wenezueli; w latach 90. XX wieku Afganistanu. W latach 2008–2012 generalnie go przebudowano pod potrzeby Bundestagu. Projektantem była pracownia Lieb+Lieb Architekten. Całkowicie wyburzono wówczas wnętrza i dobudowano kolejne kondygnacje. Budynkowi nadano charakterystyczny wygląd poprzez zaaranżowanie szklanej, dynamicznej, schodkowej fasady. Nadaje ona niepowtarzalny wyraz jednemu z głównych skrzyżowań berlińskiej dzielnicy parlamentarnej. Podziemny tunel łączy biurowiec z położonym pod drugiej stronie ulicy Jakob-Kaiser-Haus, gdzie znajdują się inne pomieszczenia poselskie. 
Początkowo gmach mieścił biura Bundestagu. Obecnie służy parlamentarzystom na różne funkcje, odciążając inne obiekty. 

## Architektura
Budynek ma całkowitą powierzchnię użytkową 7380 m² i kubaturę brutto 41.650 m³. Gmach składa się z dwóch przylegających do siebie, prostopadłych skrzydeł, stykających się na asymetrycznym rogu Wilhelmstraße i Dorotheenstraße. Centralny punkt optyczny budynku administracyjnego w kształcie litery L znajduje się na rogu skrzyżowania ulic i dlatego tutaj właśnie zyskał nową strefę wejściową po modernizacji.
Centralny hol na parterze łączy skrzydła przy Wilhelmstraße i Dorotheenstraße. Wewnętrzny dziedziniec za nim jest widoczny od strony wejścia. Jednocześnie światło dzienne może wpadać głęboko do wnętrza. Galerie na różnych poziomach budynku umożliwiają powstawanie atrakcyjnych dla widza efektów świetlnych. Większość sal konferencyjnych wychodzi na skrzyżowanie ulic. Od strony ulicy i dziedzińca budynek ma zróżnicowane elewacje. Te od ulic stwarzają wrażenie ruchomej powierzchni i nawiązują do fal wodnych. Przechodnie postrzegają fasadę bardzo różnie – w zależności od miejsca, w którym stoją.